# Martinus Coronaeus (Pastor, 1588)
Martinus Coronaeus (latinisiert aus: Krey) (* 1588 in Flintbek; † 1. Juni 1665 ebenda) war ein deutscher evangelisch-lutherischer Pastor im Herzogtum Holstein.

## Leben und Wirken
Martinus Coronaeus war ein Sohn von Paulus Coronaeus und dessen Ehefrau Catharina. Sein um 1560 geborener Vater war seit 1588 Pastor an der Flintbeker Kirche und starb wahrscheinlich 1599. Die Mutter, die die Tochter eines Küsters und Organisten in Westensee war, lebte im Jahr 1600 noch. Der Großvater väterlicherseits, Martinus Coronaeus, war  Hauptpastor an der St.-Nikolai-Kirche in Kiel. Er selbst heiratete eine Frau namens Margarete, die bei dem Tod ihres Mannes noch lebte.
Coronaeus besuchte ab 1603 die Fürstenschule im ehemaligen Kloster Bordesholm. Anschließend erhielt er ein Stipendium der Herzöge von Schleswig-Holstein-Gottorf und studierte ab Juni 1609 Theologie an der Universität Rostock. Im Sommer 1612 wechselte er nach Heidelberg und reiste nach Studienende, vermutlich als Hofmeister eines jungen Adligen nach Straßburg, Basel, Rom und Venedig. Danach kehrte er zurück nach Holstein und wurde im Oktober 1615 ordiniert und als Pastor in Flintbek eingesetzt. Dort blieb er bis zu seinem Lebensende.
Während des Dreißigjährigen Krieges verhielt sich Herzog Friedrich III. neutral und kaufte sein Gebiet, zu dem Flintbek gehörte, von Kriegslasten frei. Trotzdem plünderten Wallensteins Soldaten auch in Flintbek. Coronaeus schrieb darüber einen Bericht. Er besaß zu diesem Zeitpunkt wohl eine große Bibliothek und betätigte sich – wie viele Landpastoren – als Landwirt, denn er verlor Bücher im Wert von 100 Mark sowie sechzehn Kühe und acht Pferde. Während des Torstenssonkrieg fielen 1644 erneut Soldaten ein, worüber  Coronaeus einen erhaltengebliebenen Brief an den Propst und Rektor von Bordesholm, Paul Sperling, verfasste, in dem er berichtete, dass in Flintbek während einer Nacht Schäden in Höhe von 5000 Mark entstanden seien. Die gesamten Nahrungsvorräte und der Großteil des Besitzes der Einwohner wurde vernichtet oder gestohlen. Die Kirche konnte Coronaeus retten, indem er einige Soldaten bezahlte, die sie bewachten.
Kurz vor Lebensende übertrug Coronaeus seine Aufgaben per Vertrag an einen Adjunkten, der im Gegenzug seinen Lebensunterhalt sicherte und sein Nachfolger wurde.

## Werke
Coronaeus kümmerte sich in Bordesholm zeitweise um die Bibliothek und wahrscheinlich auch um das Archiv. Das weckte vermutlich sein Interesse an der Historie des Klosters. Da er später in Flintbek auf die in Bordesholm befindlichen Quellen zugreifen konnte, erstellte er eine Chronik über die Historie des Klosters und der Fürstenschule. Die Arbeiten an diesem Werk mit dem Titel Antiquitäten des Klosters Bardesholm beendete er 1637 vorläufig. Unter anderem gab er darin die Sage wieder, dass Hans Brüggemann, der Schöpfer des Brüggemann-Altars, von den Bordesholmer Mönchen geblendet worden sei, weil er Lübecker Bewunderern seines Werkes einen noch schöneren Altar versprochen habe. Die 25-seitige Chronik ist in mehreren Handschriften erhalten. Ernst Joachim Westphal gab die Chronik in einer lateinischen Fassung und mit Ergänzungen weiterer Autoren 1740 in den Druck.
Coronaeus berichtete außerdem chronologisch geordnet über unerwartete und gewaltsame Todesfälle von Adligen Schleswig-Holsteins im 16. oder 17. Jahrhundert. Er schrieb dabei anekdotisch kurz und enthielt sich aller persönlichen Kommentare. Die Arbeiten an diesen Epitaphia Nobilium Slesvico-Holsatorum (= Grabinschriften schleswig-holsteinischer Adliger) beendete er vermutlich 1662. Der Kieler Bürgermeister Asmus Bremer baute auf Coronaeus‘ Vorarbeiten zu Beginn des 18. Jahrhunderts die Kieler Chronik auf, die im 19. Jahrhundert gedruckt wurde. Dabei ergänzte er Coronaeus‘ Sammlung derart, dass er ihre Eigenheiten verwässerte. Johann Friedrich Camerer übernahm 1750 in seinen Gedanken vom Duelle ebenfalls Teile von Coronaues‘ Epitaphia, wodurch die ursprünglich von Coronaues vorgenommene Darstellung der Adeligen als rauflustige und zügellose Persönlichkeiten besser zur Geltung kam.